# Koukáki
Koukáki, en grec moderne : Κουκάκι, est un quartier d' Athènes  en Grèce. Il est situé sur le côté sud-est de la colline de Filopáppou, dite colline des Muses à Athènes. Il borde les quartiers de Petrálona, Kallithéa, Néos Kósmos, de l'Acropole et celui de Makriyánni et il est délimité par l'avenue Andréa Syngroú. Koukáki est un quartier densément peuplé, saturé déjà depuis les années 1960 et 1970. Cependant, il reste un quartier assez cher en raison de son emplacement, puisqu'il est situé sous l'acropole d'Athènes et la colline de Filopáppou, donc extrêmement proche du centre historique d'Athènes. C'est également un quartier animé qui offre de nombreuses possibilités de shopping et de divertissement et qui attire un grand nombre de touristes. La ligne 2 du métro passe par Koukáki et est desservie par la station Syngroú-Fix. Le quartier doit son nom à la grande industrie de fabrication de lits Koukáki, qui fonctionnait avant la guerre à Syngroú, à l'apogée de la brasserie Fix (el).

## Galerie

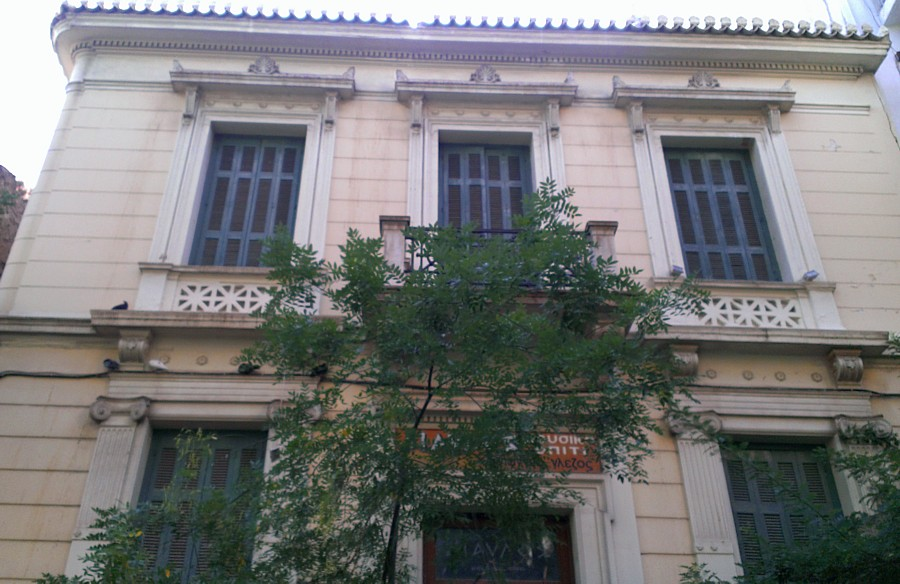
Façade d'une maison du quartier.
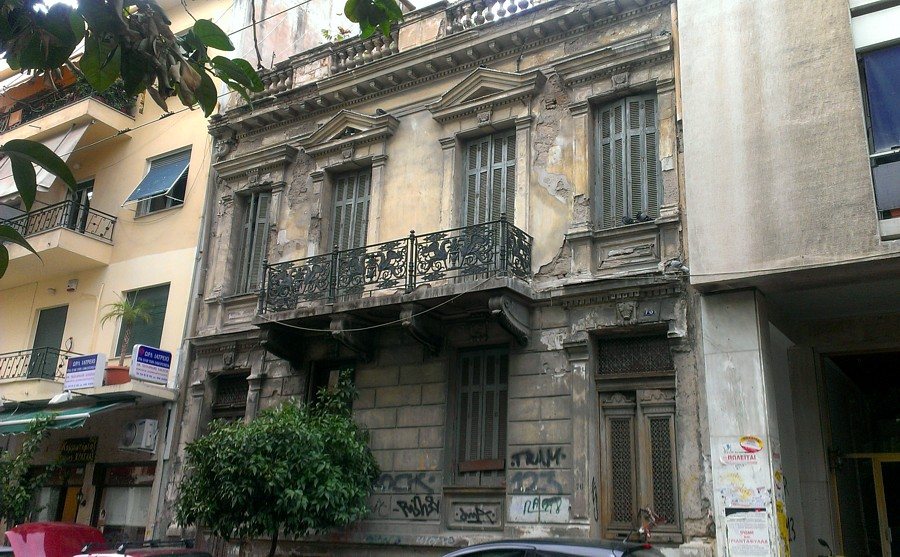
Vieux bâtiment du quartier.
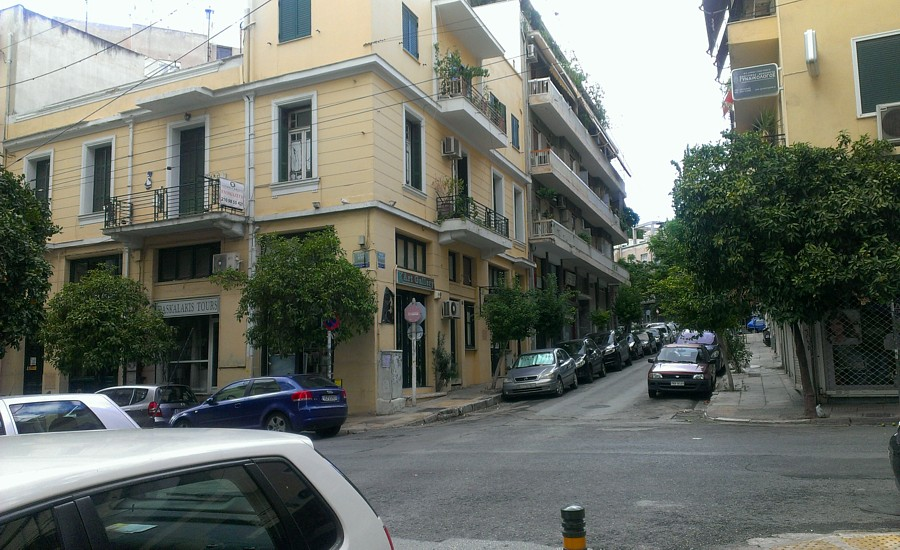
Intersection du quartier.
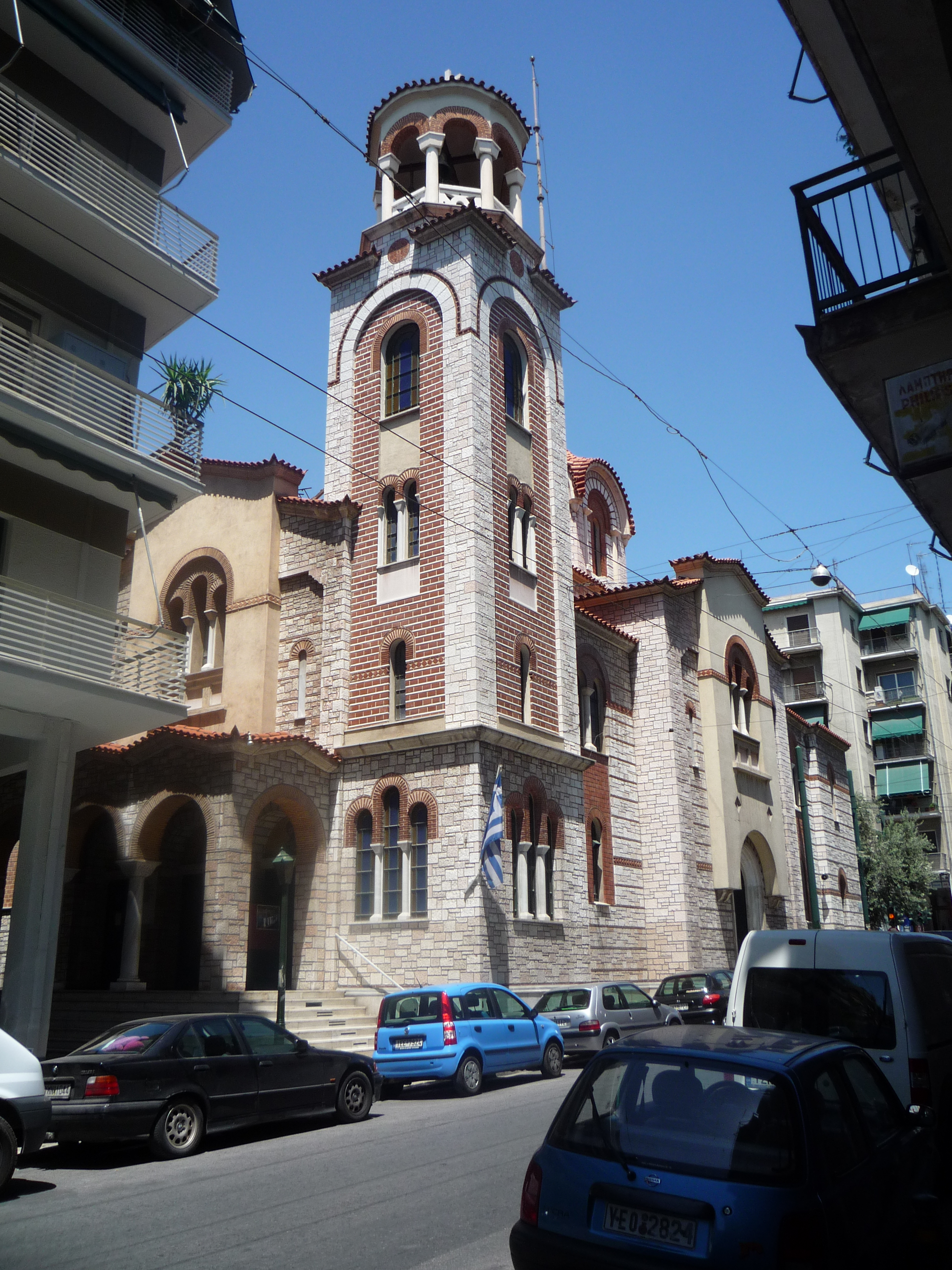
Église du quartier.